# Mayres (Ardèche)
Pour les articles homonymes, voir Mayres.
Mayres est une commune française, située dans le département de l'Ardèche en région Auvergne-Rhône-Alpes.

## Géographie

### Situation
Mayres présente l'aspect d'une vallée longue et étroite orientée est-ouest, deux puissantes montagnes enserrent cette vallée : celle d'Abraham et des Poignets, et celle de Chaumienne et du rocher Girard. La première, le serre de la Croix de Bauzon, sépare Mayres de la vallée du Lignon (La Souche) et la seconde de Montpezat-sous-Bauzon. Entre le plateau ardéchois et les sites touristiques de la basse Ardèche, Mayres longe l'Ardèche qui sculpte en ces lieux de profondes vallées naturelles.

### Communes limitrophes
Mayres est limitrophe de cinq communes, toutes situées dans le département de l'Ardèche et réparties géographiquement de la manière suivante :

### Climat
Pour des articles plus généraux, voir Climat d'Auvergne-Rhône-Alpes et Climat de l'Ardèche.
En 2010, le climat de la commune est de type climat méditerranéen franc, selon une étude du CNRS s'appuyant sur une série de données couvrant la période 1971-2000. En 2020, Météo-France publie une typologie des climats de la France métropolitaine dans laquelle la commune est exposée à un climat de montagne ou de marges de montagne et est dans la région climatique Sud-est du Massif Central, caractérisée par une pluviométrie annuelle de 1 000 à 1 500 mm, minimale en été, maximale en automne.
Pour la période 1971-2000, la température annuelle moyenne est de 10,8 °C, avec une amplitude thermique annuelle de 16,5 °C. Le cumul annuel moyen de précipitations est de 2 157 mm, avec 8,9 jours de précipitations en janvier et 5,3 jours en juillet. Pour la période 1991-2020, la température moyenne annuelle observée sur la station météorologique de Météo-France la plus proche, « Barnas Rad », sur la commune de Barnas à 4 km à vol d'oiseau, est de 12,3 °C et le cumul annuel moyen de précipitations est de 1 899,5 mm,. Pour l'avenir, les paramètres climatiques de la commune estimés pour 2050 selon différents scénarios d'émission de gaz à effet de serre sont consultables sur un site dédié publié par Météo-France en novembre 2022.

#### Les épisodes pluvieux à Mayres
C'est en automne qu’on constate les plus fortes pluies et le plus de victimes et de dégâts. Récemment, le record, à Mayres a été constaté du 1er au 6 novembre 2011 avec 800 mm en 5 jours, dont 367 mm le jeudi 3 novembre mais il n’y a pas eu de gros dégâts. On relève aussi 480 mm les 7 et 8 novembre 1982. Les événements les plus tragiques ont eu lieu les 21 et 22 septembre 1992 où 3 personnes périrent à Lalevade et Labégude et où l’on déplora d’importants dégâts matériels. L’Ardèche est montée de 6 mètres en 2 heures à Pont-de-Labeaume ! Et pourtant, ces jours-là, on n’avait relevé « que » 302 mm à Mayres. Ce qui a provoqué la catastrophe c’est que les pluies diluviennes étaient très étendues, sur tout le bassin de l’Ardèche et du Chassezac.

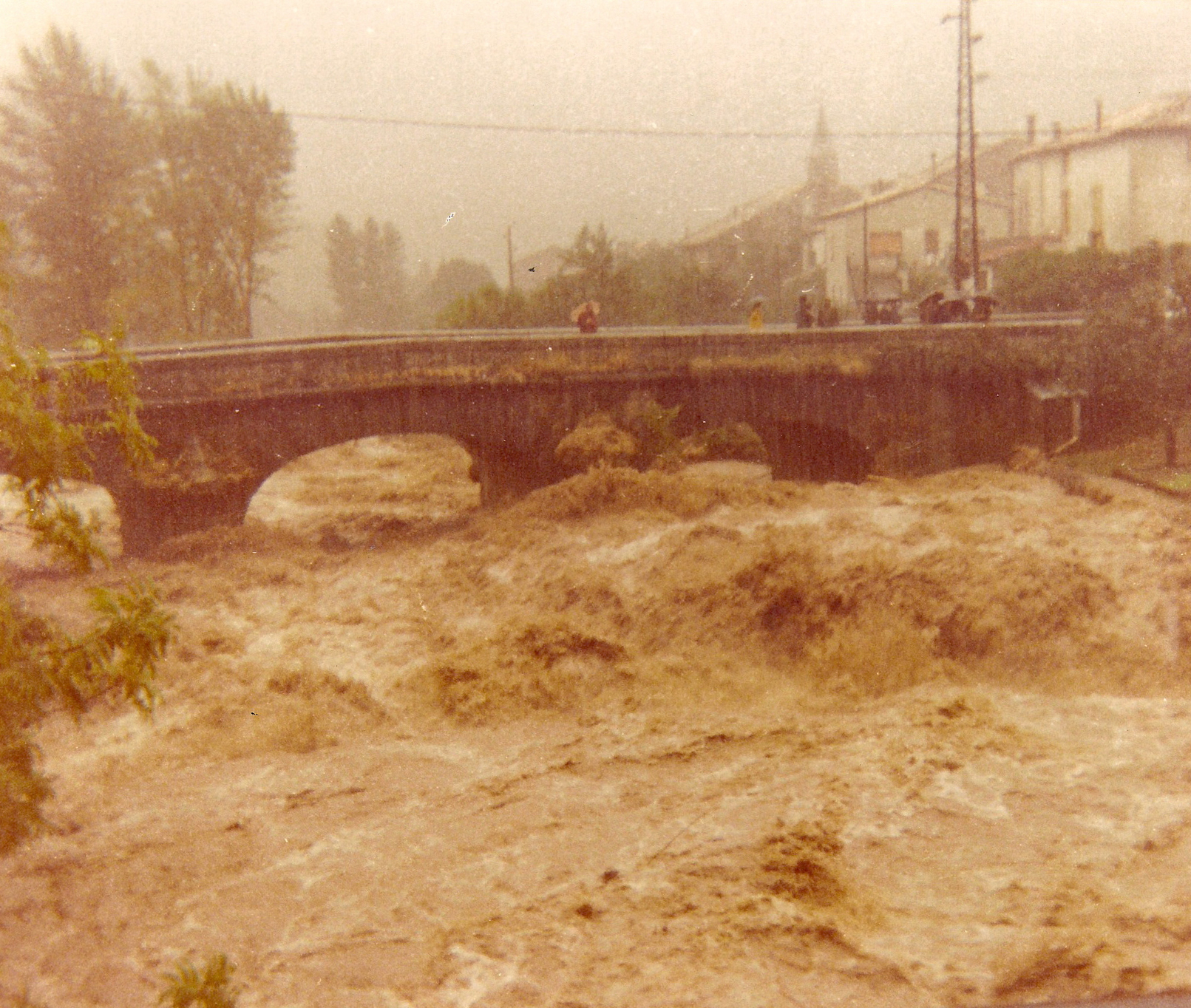
Mayres : crue de l'Ardèche, le 20 septembre 1980.

Ainsi l’Ardèche, petit cours d’eau de 120 km peut prendre des allures de grand fleuve. Les 7 et 8 novembre 1982, elle débitait 4 550 m3/s au pont d’Arc et atteignait une hauteur de 11,20 m. Son débit moyen est de 60 m3/s ! Ce qui n’est pas étonnant étant donné la pente et l’intensité des précipitations. Autres exemples de précipitations à Mayres : 386 mm en 2 jours les 20 et 21 septembre 1980 ; 204 mm en 7 heures le 7 septembre 2010, dont 93 mm en 2 heures ; 200 mm en 3 heures le 22 septembre 1992.
Dans ces conditions, heureusement rares, on déplore des morts et des dégâts matériels importants.
- Le 28 octobre 1840 : un pont en construction emporté au-dessus de Mayres (celui de Conges).
- Le 10 octobre 1857 : à Mayres, le moulin de la Clape est emporté avec toute la famille (7 personnes).
- Le 8 octobre 1878 la RN 102 est coupée en plusieurs endroits entre Labégude et Mayres et complètement ravinée dans la Côte de la Chavade où un pont « de 10 mètres d’ouverture » a été détruit.

Il faut parler aussi de 1890 et plus précisément des 20, 21, 22 et 23 septembre. Depuis plus d’un siècle, c’est la crue de référence. En 5 jours, il est tombé 971 mm d’eau à Montpezat. C’est ce qui a provoqué cette crue exceptionnelle. La rivière est montée de 21 m au pont d’Arc, c’est-à-dire tout près de la voûte. Elle atteignait 800 à 900 m de large et débitait presque 10 000 m3/s. Par comparaison, le débit du Danube, fleuve de 2 850 km de long s’établit à une moyenne de 6 000 m3/s. Il est bien évident qu’une crue pareille provoqua une catastrophe humaine et matérielle. À Mayres le pont dit « Ginhoux », bouché par des arbres résista, mais l’eau s’écoulait dans la rue de Saint-Martin en un torrent furieux qui « emportait les charrettes ». 28 ponts furent détruits dans la vallée de l'Ardèche et on dénombra 50 morts ou disparus.

### Hydrographie
L'Ardèche, la Borne, le ruisseau d'Abraham sont les principaux cours d'eau qui parcourent la commune.

### Axes de communication
Le village de Mayres se situe à 575 mètres d'altitude, et sur la route nationale 102, construite au XVIIIe siècle par les états Généraux du Languedoc. Cette dernière relie Le Puy-en-Velay (Haute-Loire) à Montélimar (Drôme) par des lacets très rapides. Elle passe de 600 à 1 200 mètres d'altitude en 10 kilomètres, elle est connue sous les noms  de « côte de la Chavade » ou « côte de Mayres ».

## Urbanisme

### Typologie
Au 1er janvier 2024, Mayres est catégorisée commune rurale à habitat très dispersé, selon la nouvelle grille communale de densité à 7 niveaux définie par l'Insee en 2022.
Elle est située hors unité urbaine. Par ailleurs la commune fait partie de l'aire d'attraction d'Aubenas, dont elle est une commune de la couronne,. Cette aire, qui regroupe 68 communes, est catégorisée dans les aires de 50 000 à moins de 200 000 habitants,.

### Occupation des sols
L'occupation des sols de la commune, telle qu'elle ressort de la base de données européenne d’occupation biophysique des sols Corine Land Cover (CLC), est marquée par l'importance des forêts et milieux semi-naturels (97,9 % en 2018), une proportion identique à celle de 1990 (97,9 %). La répartition détaillée en 2018 est la suivante : 
forêts (57,1 %), milieux à végétation arbustive et/ou herbacée (40,7 %), zones agricoles hétérogènes (1,3 %), zones urbanisées (0,8 %).
L'évolution de l’occupation des sols de la commune et de ses infrastructures peut être observée sur les différentes représentations cartographiques du territoire : la carte de Cassini (XVIIIe siècle), la carte d'état-major (1820-1866) et les cartes ou photos aériennes de l'IGN pour la période actuelle (1950 à aujourd'hui).

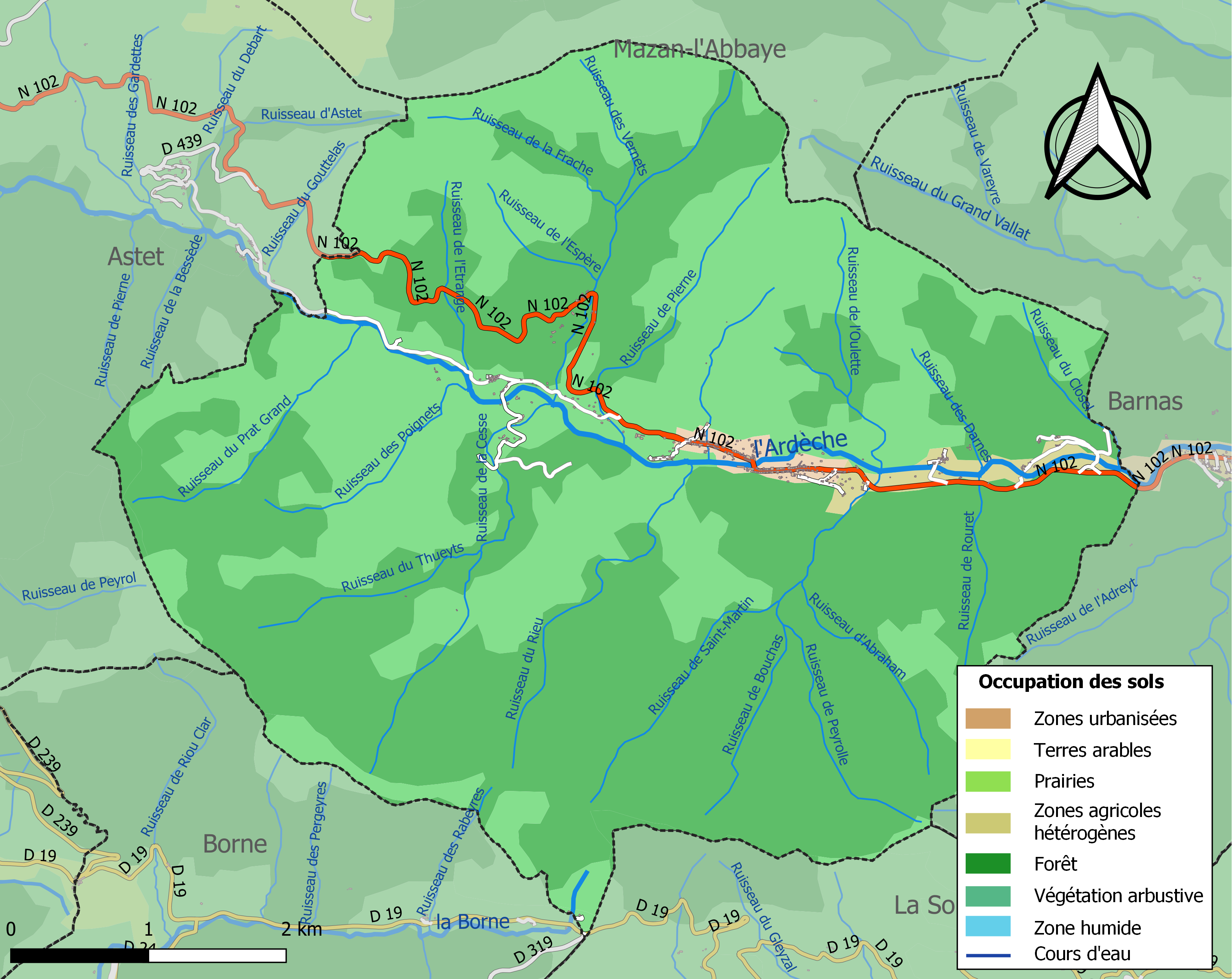
Carte des infrastructures et de l'occupation des sols de la commune en 2018 (CLC).

### Hameaux et lieux-dits
Historiquement, le Vieux Mayres, à 2 km en amont dans la vallée, est le premier village du lieu. Mayres se compose en outre de plusieurs quartiers éparpillés sur les rives de l'Ardèche ou le long de la passante route nationale 102 menant au col de la Chavade. Pour les principaux, les écarts et lieux-dits sont : Aleyrac, Astet, Banne, Cautet, le Chambon, le Chambonnet, le Chazalet, le Claux, Conges, Malbos, la Pierrette, la Roche, Saint-Martin, Sédassier, le Travers.

## Toponymie
Mayres vient probablement du latin Matribus, "aux Mères"  et désigne un lieu consacré au culte de ces divinités féminines de la religion gauloise (voir Matrones).

## Histoire

### Antiquité
La population était peu dense. Le Vieux Mayres, autrefois appelé Mayres, formait la principale agglomération, ailleurs ne se voyaient que des familles isolées.
Maîtres incontestés du pays, les Romains ou plutôt les mercantis qui les suivaient, réduisirent en servitude la faible population de Mayres et obligèrent les hommes à créer des prairies, des champs et à exploiter les mines de plomb argentifère.
Lors de fouilles en 1904, ingénieurs et ouvriers constatèrent que les Romains avaient découvert le principal filon et l’avaient exploité avec des moyens de fortune.

### Moyen Âge
Les premiers et les seuls vrais seigneurs du pays, que mentionne l'histoire, sont les sires de Montlaur.
Ils tiraient leur nom d'une petite seigneurie située sur les hauts plateaux, non loin des sources de la Loire, près du village de Coucouron. Établis en ce lieu dès le XIe siècle, ils avaient su en faire le point de départ d'une brillante fortune. Par leur habileté, leur vaillance, ils s'étaient constitués un vaste domaine qui s'étendait du Rhône à la Loire. Sur une partie du Velay, du Gévaudan et du Vivarais, ils s'étaient acquis une autorité prépondérante. Les évêques de Viviers (Ardèche) et les évêques du Puy, leurs suzerains immédiats, devaient compter avec eux, de même que le roi de France, haut suzerain éloigné. À ce domaine, il fallait un chef-lieu bien choisi. Les Montlaur le fixèrent à Aubenas, centre important de vie économique, dès l'époque romaine, forte position stratégique aux croisements des grandes voies de communication. Ils y construisirent le premier château au XIIe siècle.
Pour se rendre de Coucouron à Aubenas, les de Montlaur suivirent la voie naturelle, l'Ardèche et Mayres. Aux approches de ce village, un point stratégique attira leur attention, le mamelon de Saint-Médard, inaccessible de partout, excepté du nord, et les engagea à y bâtir une forteresse pour protéger la vallée et le bourg de Mayres, leur propriété.
Cette forteresse d'abord ne comporta qu'une tour, la tour carrée du milieu, avec des fossés et quelques cases ou habitations pour soldats. Du reste, un coup d'œil rapide, jeté sur les ruines du château de Mayres, donne l'impression qu'il n'a jamais présenté de grandes dimensions, ni abrité les De Montlaur et que, sauf aux époques de danger, où les habitants des environs venaient y chercher un abri ou y former le guet, il n'a servi de demeure qu'à une escouade, c'est-à-dire à un sergent et à vingt hommes. La tour du milieu, que nous pourrions appeler le donjon, possède des murs de 1,15 m d'épaisseur, à l'intérieur elle mesure 2,75 m sur 3,4 m. Au nord-est, se voit encore, la porte romane, surélevée de trois ou quatre mètres au-dessus du sol. Aucun pont-levis n'en facilitait l'accès, seule une échelle retirée ensuite à l'intérieur, en permettait l'ascension aux défenseurs. Haute aujourd'hui seulement de neuf à dix mètres, cette tour mesurait autrefois davantage et des lauzes ou du chaume lui fournissaient une toiture. Des trous de poutres, pratiqués dans les murs, laissent supposer des étages superposés. Sur chaque face, à cinq mètres du sol et, d'étage en étage, des meurtrières en permettaient la défense. Deux fossés, au nord et au midi, creusés dans le roc vif, assez profonds et assez larges, complétaient le système primitif de défense.
De facture plus récente, deux tours d'angle, aux deux tiers rasées, se voient au nord et au sud-est. La tour du nord donne comme dimensions : épaisseur des murs 1,25 m, hauteur 2 m, mesures intérieures 3,25 m × 2,15 m;  le côté sud, tout ouvert, ne présente pas de trace de bâtisse, on semble toutefois remarquer sur les murs est et ouest des pierres d'attente qui indiqueraient un travail inachevé ; une meurtrière apparaît au nord-est. Distante de 50 à 60 mètres environ de la tour principale, se voit au sud-est une autre bâtisse épaisse, rectangulaire, mesurant à l'intérieur 5 m sur 8 m, dite cimetière, mais tour d'angle probablement. Les murs en effet, présentent l'épaisseur de ceux d'une tour et des trous à mosquet s'y trouvent percés. Ajoutons à cela une citerne située tout à fait au sud, un mur d'enceinte fortifié peut-être par des lices ou palissades, quelques saillants, quelques redans, un corps de logis pour troupes, une chapelle dédiée à saint Médard et avec le donjon et les deux tours d'angle, on aura une idée assez juste du château de Mayres au moment de sa splendeur.

### Temps modernes
À cette époque, Mayres n'était desservi que par un chemin muletier passant au Travers, à Malbos, au Claux, au Chazalet, à Saint-Martin au-dessous du Chambon, à Conges et gagnant la chapelle Saint-Philibert par Astet et La Chavade. Le chemin qui de Thueyts montait sur Chaumienne présentait une tout autre importance et se trouvait bien plus suivi. Courant du reste sur les crêtes et offrant moins de retraite aux malfaiteurs, il tranquillisait le voyageur.
À Chaumienne existait une buvette pour les muletiers. Des logis à boire et à manger jalonnaient également le chemin de Mayres à Astet, près de Malbos et à Astet. Ces auberges, payant une redevance au seigneur, avaient seules le droit de fournir aux passants vin et nourriture.
Si le pays s'approvisionnait facilement en vin, il n'en était pas toujours de même pour les grains et les étoffes, dès lors chaque contrée devait songer à se suffire. C'est pour cela qu'à Mayres la culture du seigle tenait de grandes étendues. Chaque maison avait son chanabier (champ où se cultivait le chanvre), son jardin à légumes, mais ensuite presque tout le reste était ensemencé en seigle d'abord et en raves ensuite. Quand venait l'été, toutes les côtes de Mayres étagées en terrasses jaunissaient et produisaient le seigle. Les issarts, terrains défrichés et labourés, ajoutaient au rendement. L'écobuage se pratiquait, la cendre produite fournissait l'engrais, le terrain propre était ensemencé.
Ainsi le pays récoltait à peu près le blé nécessaire à la population: ce qui manquait venait des hauts plateaux. Les noyers, nombreux, fournissaient l'huile du ménage, on n'a jamais dû songer à en tirer de la faine, le fruit du hêtre. Cette huile était conservée dans de grosses auges en granit munies d'un couvercle en bois.
Le toile et le cadis comptaient parmi les principales étoffes, de la toile on tirait les draps de lit et les chemises, et du cadis les habits de dessus, tant pour les hommes que pour les femmes. L'aïeule, la mère et les jeunes filles filaient cette toile et ce cadis aux veillées, durant la garde des troupeaux et dans les moments libres. Quenouille ou rouet fonctionnaient selon que la fileuse travaillait dehors ou à la maison.
Nombreux à l'époque, les tisserands terminaient le travail de la quenouille. Au sortir des mains du tisserand, le cadis ou le drap réclamaient le foulage. Primitivement, le foulage se faisait en piétinant l'étoffe chiffonnée, de la même façon que le vigneron piétine sa cuvée de vendange. L'auge qui tenait lieu de fouloir était remplie d'eau savonneuse ou additionnée d'une certaine argile dite terre à foulon. Mais de bonne heure les montagnards du Vivarais songèrent à tirer parti de ce que nous appelons aujourd'hui les forces hydrauliques, ils avaient des moulins à blé ou à huile. Ils les adaptèrent à d'autres usages et notamment ils y annexèrent des roues pareuses munies de pilons verticaux et de maillets cannelés. Ce fut un grand progrès que de substituer au travail de la main le travail hydraulique.
Du XVe siècle à la Révolution. Le paysan vit heureux en famille et en paix avec ses voisins.

## Politique et administration

### Tendances politiques et résultats

#### Résultats Présidentielle 2007 à Mayres
1er tour
| Candidats            | Partis politiques | Parts des suffrages | Nombres de voix |
| -------------------- | ----------------- | ------------------- | --------------- |
| Olivier Besancenot   | LCR               | 3,74 %              | 8               |
| Marie-George Buffet  | PC                | 6,07 %              | 13              |
| Gérard Schivardi     | --                | 0,47 %              | 1               |
| François Bayrou      | MODEM             | 15,42 %             | 33              |
| José Bové            | Osez Bové         | 0,47 %              | 1               |
| Dominique Voynet     | Les Verts         | 0,93 %              | 2               |
| Philippe De Villiers | MPF               | 3,74 %              | 8               |
| Ségolène Royal       | PS                | 26,64 %             | 57              |
| Frédéric Nihous      | CPNT              | 3,27 %              | 7               |
| Jean Marie Le Pen    | FN                | 18,69 %             | 40              |
| Arlette Laguiller    | LU                | 0 %                 | 0               |
| Nicolas Sarkozy      | UMP               | 20,56 %             | 44              |

2d tour
| Candidats       | Partis politiques | Parts des suffrages | Nombres de voix |
| --------------- | ----------------- | ------------------- | --------------- |
| Ségolène ROYAL  | PS                | 50,70 %             | 108             |
| Nicolas SARKOZY | UMP               | 49,30 %             | 105             |

#### Résultats Présidentielle 2012 à Mayres
1er tour
| Candidats             | Partis politiques | Parts des suffrages | Nombres de voix |
| --------------------- | ----------------- | ------------------- | --------------- |
| Eva Joly              | EELV              | 1,57 %              | 3               |
| Marine Le Pen         | FN                | 20,94 %             | 40              |
| Nicolas Sarkozy       | UMP               | 24,61%              | 47              |
| Jean-Luc Mélenchon    | PG                | 12,57 %             | 24              |
| Philippe Poutou       | NPA               | 1,57 %              | 3               |
| Nathalie Arthaud      | LU                | 0 %                 | 0               |
| Jacques Cheminade     | S&P               | 0 %                 | 0               |
| François Bayrou       | MODEM             | 9,95 %              | 19              |
| Nicolas Dupont-Aignan | LO                | 1,05 %              | 2               |
| François Hollande     | PS                | 27,75 %             | 53              |

2d tour
| Candidats         | Partis politiques | Parts des suffrages | Nombres de voix |
| ----------------- | ----------------- | ------------------- | --------------- |
| François HOLLANDE | PS                | 50,27 %             | 93              |
| Nicolas SARKOZY   | UMP               | 49,73 %             | 92              |

### Administration municipale

#### Liste des maires
| Période                                  | Période                   | Identité                           | Étiquette | Qualité  |
| ---------------------------------------- | ------------------------- | ---------------------------------- | --------- | -------- |
| Les données manquantes sont à compléter. |                           |                                    |           |          |
| ??                                       | mars 1819                 | Estienne - Prévôt et Notaire Royal |           |          |
| mars 1819                                | juin 1821                 | Antoine Pautu                      |           |          |
| juin 1821                                | juin 1824                 | François Nury                      |           |          |
| juin 1824                                | juin 1830                 | Claude Pons Deligans               |           |          |
| juin 1830                                | août 1831                 | Jean Agreil                        |           |          |
| août 1831                                | février 1835              | Louis Constant                     |           |          |
| février 1835                             | janvier 1838              | Michel Peilhon                     |           |          |
| janvier 1838                             | décembre 1843             | Claude Pons Deligans               |           |          |
| décembre 1843                            | novembre 1846             | Jules Jandriac                     |           |          |
| novembre 1846                            | mars 1848                 | Jean Aimé Deligans                 |           |          |
| mars 1848                                | novembre 1848             | Louis Constant                     |           |          |
| novembre 1848                            | février 1849              | Jean Aimé Deligans                 |           |          |
| février 1849                             | avril 1849                | Jules Jandriac                     |           |          |
| avril 1849                               | septembre 1870            | Jean Aimé Deligans                 |           |          |
| septembre 1870                           | février 1871              | Léon Comte                         |           |          |
| février 1871                             | octobre 1893              | Louis Deligans                     |           |          |
| octobre 1893                             | mai 1904                  | Auguste Ferrand                    |           |          |
| mai 1904                                 | août 1907                 | Louis Coudène                      |           |          |
| août 1907                                | décembre 1916             | C. Dabrigeon                       |           |          |
| 1916                                     | 1928                      | Jules Brun                         |           |          |
| 1928                                     | 1929                      | Julien Chambon                     |           |          |
| 1929                                     | 1931                      | Marcel Rivet                       |           |          |
| 1931                                     | 1935                      | Louis Mounier                      |           |          |
| 1935                                     | 1944                      | Jules Brun                         |           |          |
| 1944                                     | 1965                      | Lucien Coudène                     |           |          |
| 1965                                     | 1971                      | Henri Crouzet                      |           |          |
| 1971                                     | 1982                      | Jean-Louis Robert                  |           |          |
| 1982                                     | 1991                      | Aimé Pagès                         |           |          |
| 1991                                     | mars 1995                 | Emile Jean                         |           |          |
| mars 1995                                | mars 2001                 | Françoise Gelly                    |           |          |
| mars 2001                                | mars 2014                 | Jean Pierre Leynaud                |           |          |
| mars 2014                                | 25 mai 2020               | Roland Pontier                     | DVD       | Retraité |
| 25 mai 2020                              | En cours (au 4 mars 2021) | Guy Laurent                        |           |          |

## Population et société

### Démographie
L'évolution du nombre d'habitants est connue à travers les recensements de la population effectués dans la commune depuis 1793. Pour les communes de moins de 10 000 habitants, une enquête de recensement portant sur toute la population est réalisée tous les cinq ans, les populations de référence des années intermédiaires étant quant à elles estimées par interpolation ou extrapolation. Pour la commune, le premier recensement exhaustif entrant dans le cadre du nouveau dispositif a été réalisé en 2004.

En 2022, la commune comptait 264 habitants, en évolution de +1,15 % par rapport à 2016 (Ardèche : +2,48 %, France hors Mayotte : +2,11 %).
| 1793  | 1800  | 1806  | 1821  | 1831  | 1836  | 1841  | 1846  | 1851  |
| ----- | ----- | ----- | ----- | ----- | ----- | ----- | ----- | ----- |
| 1 800 | 1 613 | 1 920 | 1 869 | 2 558 | 2 501 | 2 481 | 2 460 | 2 471 |

| 1856  | 1861  | 1866  | 1872  | 1876  | 1881  | 1886  | 1891  | 1896  |
| ----- | ----- | ----- | ----- | ----- | ----- | ----- | ----- | ----- |
| 2 475 | 2 457 | 2 451 | 2 680 | 2 590 | 2 399 | 2 490 | 2 421 | 2 556 |

| 1901  | 1906  | 1911  | 1921  | 1926  | 1931 | 1936 | 1946 | 1954 |
| ----- | ----- | ----- | ----- | ----- | ---- | ---- | ---- | ---- |
| 2 271 | 2 306 | 1 464 | 1 237 | 1 213 | 869  | 769  | 697  | 569  |

| 1962 | 1968 | 1975 | 1982 | 1990 | 1999 | 2004 | 2006 | 2009 |
| ---- | ---- | ---- | ---- | ---- | ---- | ---- | ---- | ---- |
| 489  | 445  | 409  | 366  | 302  | 258  | 251  | 251  | 267  |

| 2014 | 2019 | 2022 | - | - | - | - | - | - |
| ---- | ---- | ---- | - | - | - | - | - | - |
| 256  | 264  | 264  | - | - | - | - | - | - |

## Culture et patrimoine

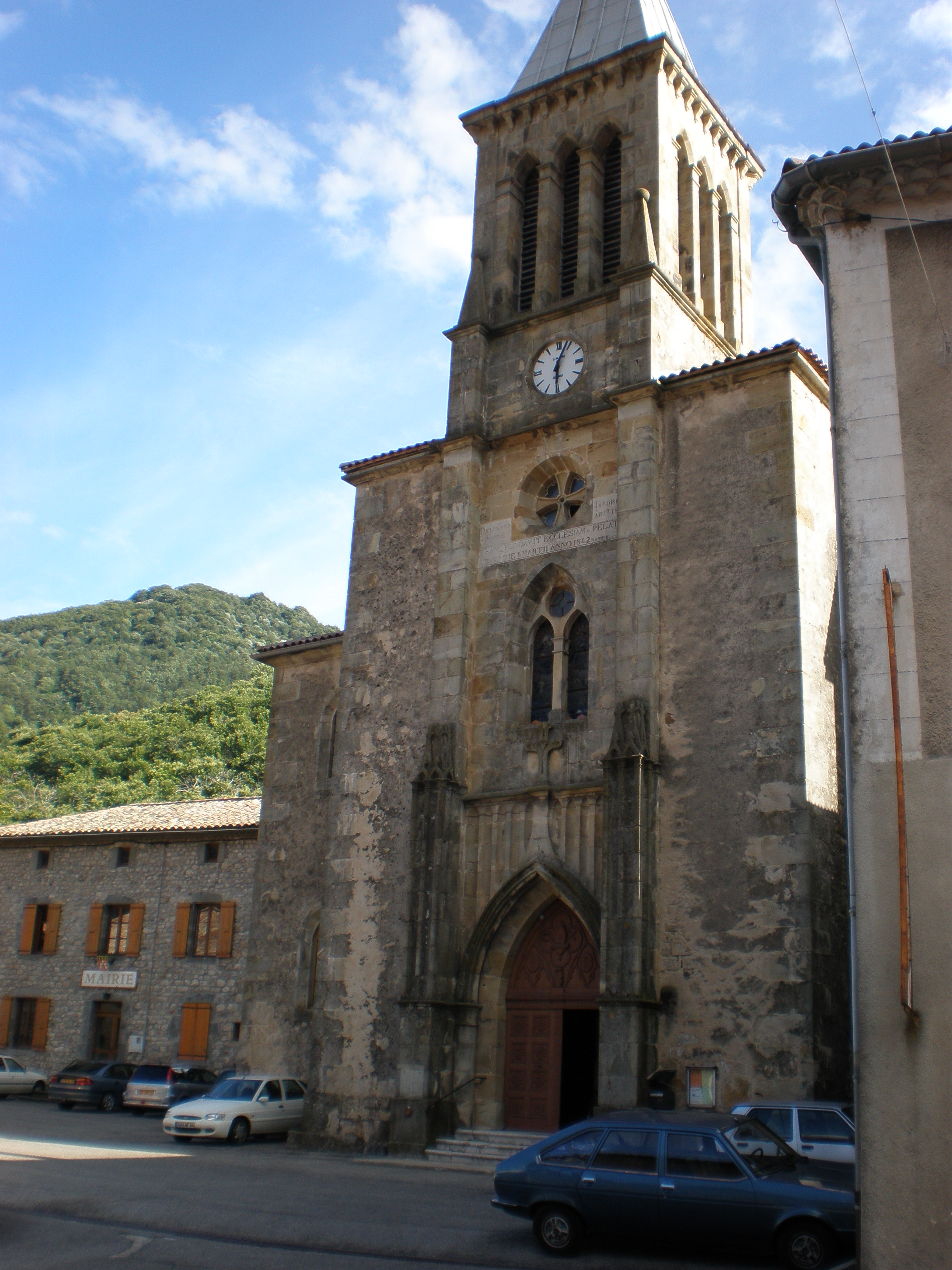
L'église de Mayres de style néogothique (XIXe siècle).

### Lieux et monuments
- L'église Saint-Martin de Mayres de style néogothique (XIXe siècle) construite grâce aux dons volontaires seuls des habitants.
- Le château des Montlaur (voir aussi à l'article Coucouron), ruines d'une tour du Moyen Âge et la chapelle Saint-Médard.
- La source de Peyralade, source d'eau minérale gazeuse et ferrugineuse.
- Le Rocher Troué, « Lou Ron Trooutcha », particularité géologique. Le rocher possède une lucarne formée dans un amoncellement de pierres.
- Le gour Féraou sur l'Ardèche au hameau de Conges, marmite naturelle formée au pied d'une chute d'eau.
- Le site des anciennes mines argentifères Lescure et la carrière de kaolin.
- Le vieux pont du Travers qui enjambe l'Ardèche au hameau du même nom.
- La Chapelle Notre Dame des Voyageurs située en bordure de la route nationale 102 au hameau du Vieux Mayres.
- Chapelle Saint-Médard de Mayres.
- La statue Jean Gilly au sommet du rocher d'Abraham.
- La passerelle suspendue du Passadou.
- Nombreux sentiers de randonnées pédestres balisés, qui serpentent du village jusqu'aux crêtes à plus de 1 500 mètres d'altitude. Entre autres, à l'adret, un circuit de randonnée au départ du village mène au sommet du serre du Mouton à 1 355 m d'altitude et offre un panorama sur la haute-vallée de l'Ardèche. Et à l'ubac, un autre circuit mène au sommet du rocher d'Abraham, 1 498 m d'altitude, et se prolonge sur le sentier des crêtes du serre de la Croix de Bauzon pour arriver à la tour des Poignets à 1 538 m d'altitude. L'association Les Amis de Mayres dont les bénévoles entretiennent les sentiers propose un dépliant présentant l'ensemble des circuits et leurs difficultés.
- Stèle commémorative à la suite d'un accident de car, sur le côté du pont de Mayres avec l’inscription suivante : « À la mémoire des 19 membres de l’amicale laïque de Meymac en Corrèze, victimes de la catastrophe du 13 août 1954. »[20]

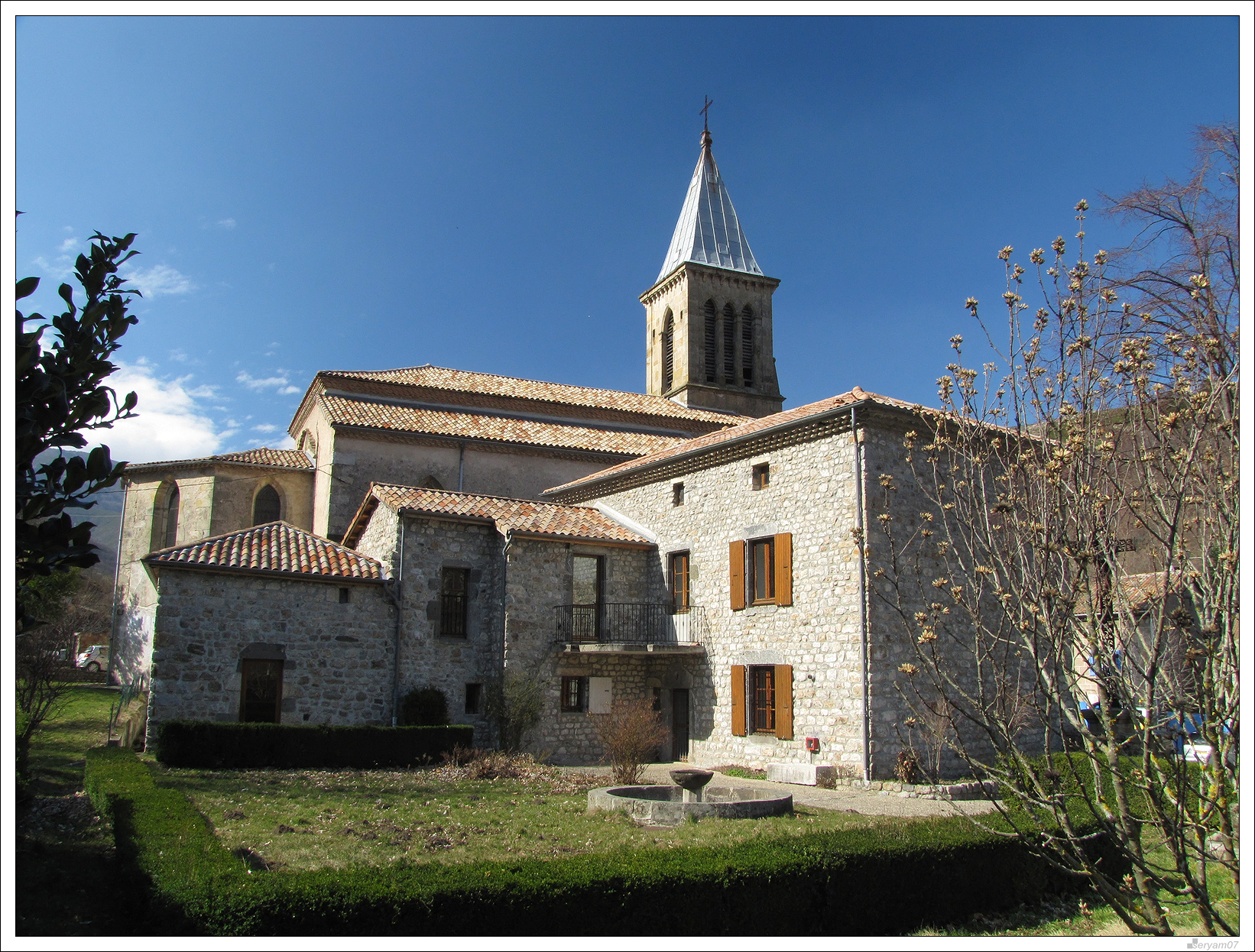
La mairie et l'église de Mayres.
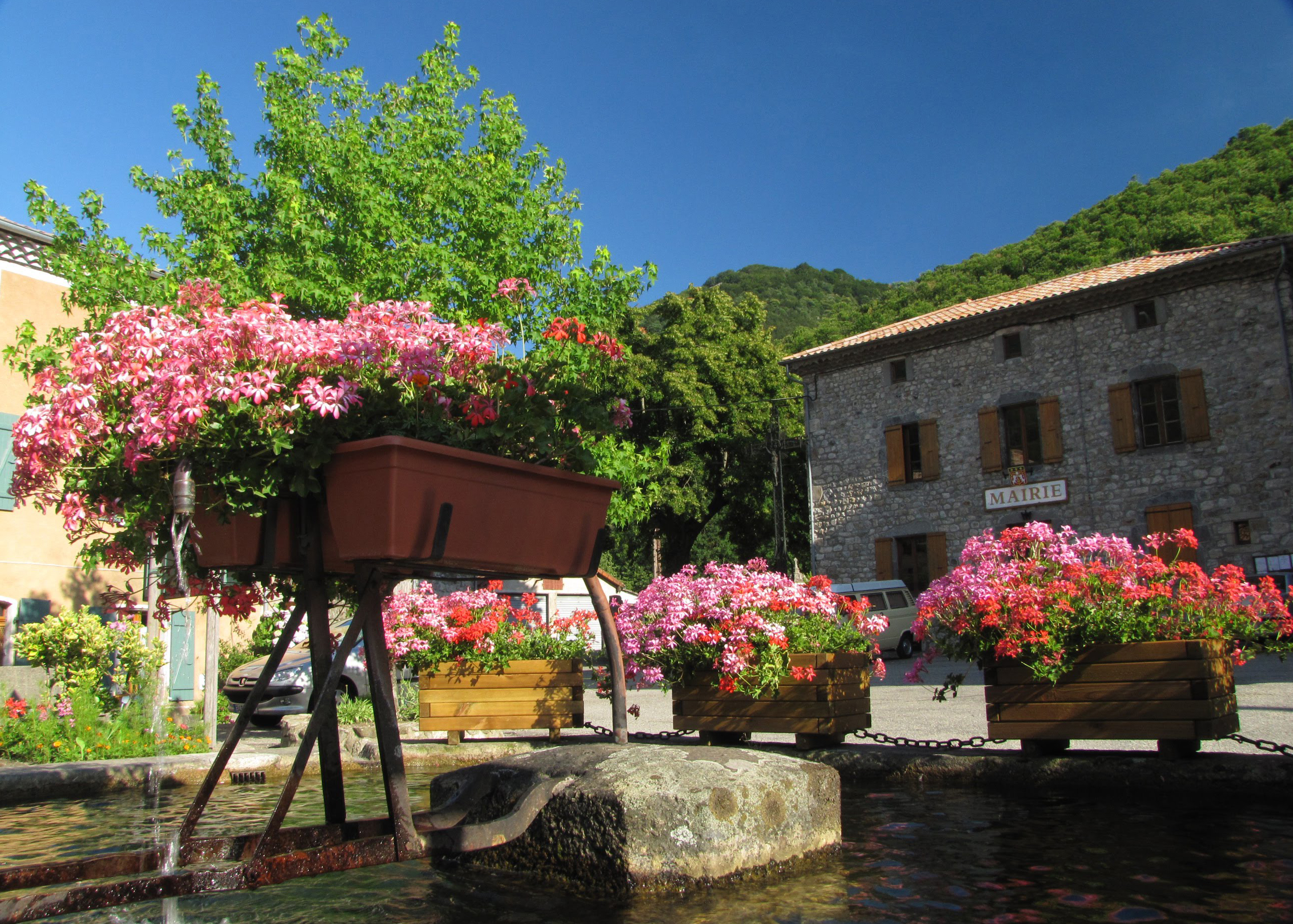
Mayres : la fontaine, place de la Mairie.
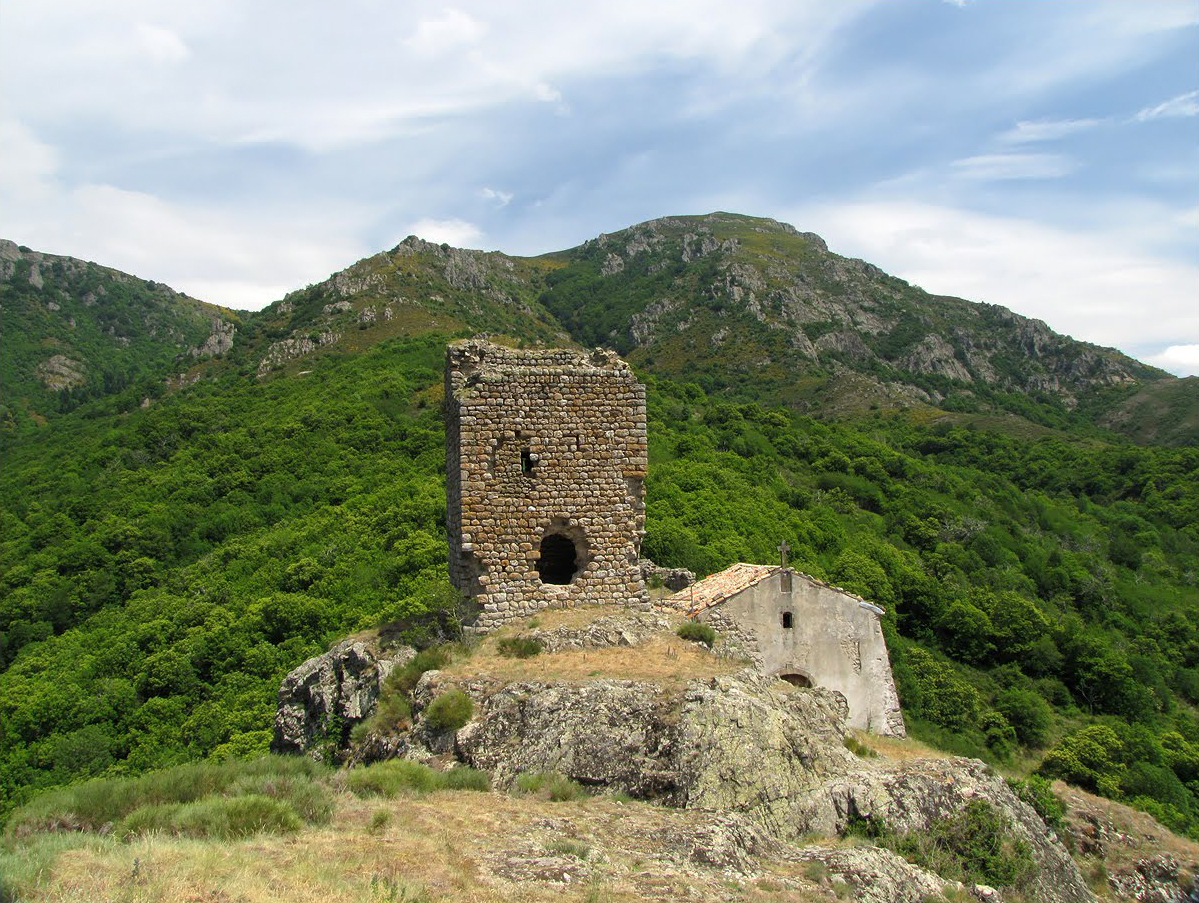
Le château de Montlaur et la chapelle Saint Médard.
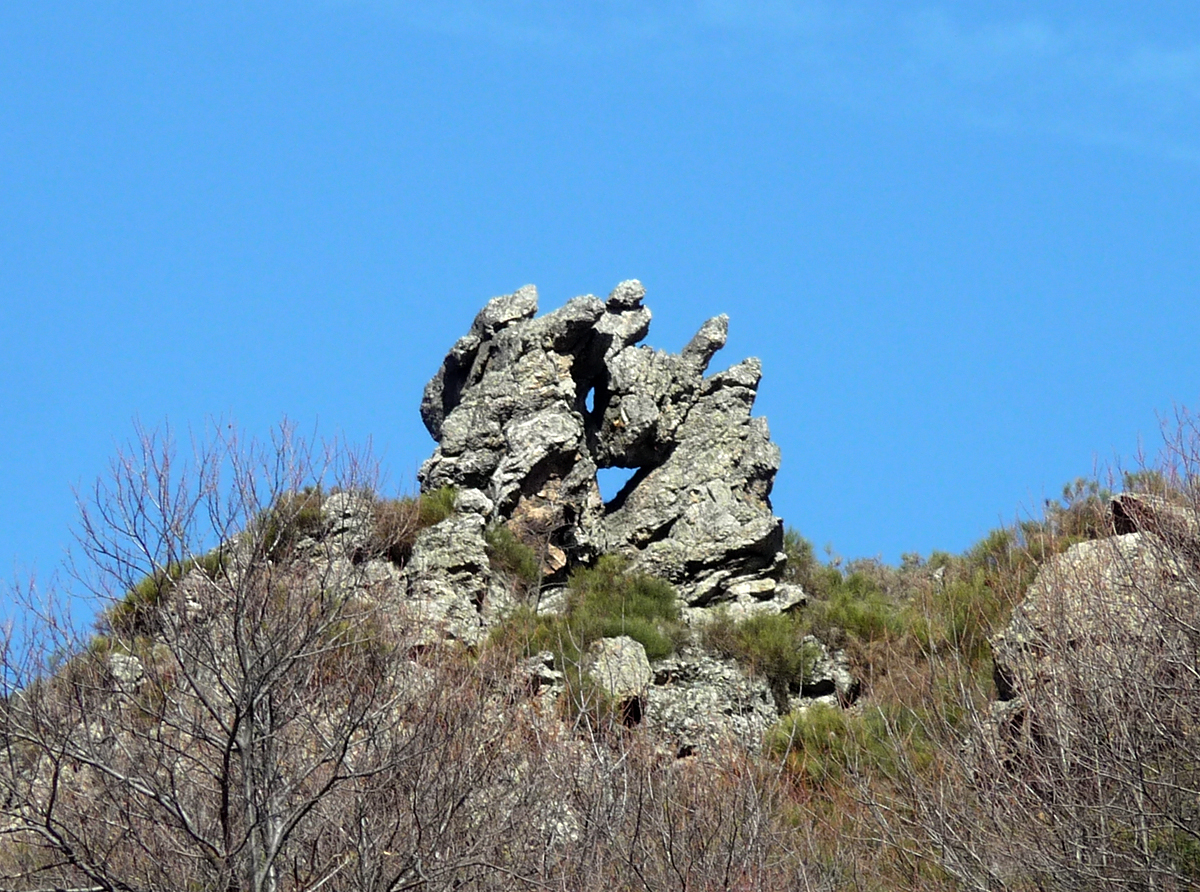
Le rocher Troué, « Lou Ron Trooutcha ».
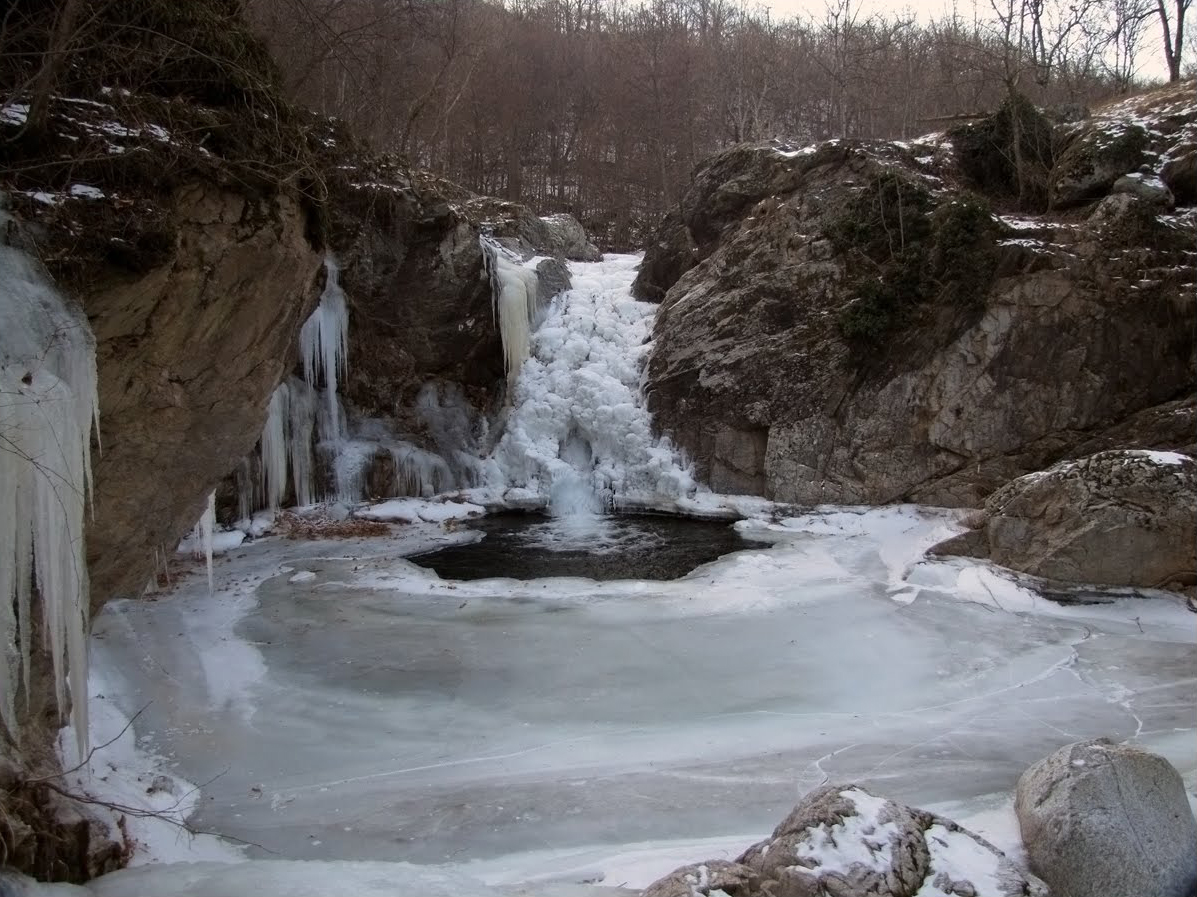
Le gour Féraou en février 2012.
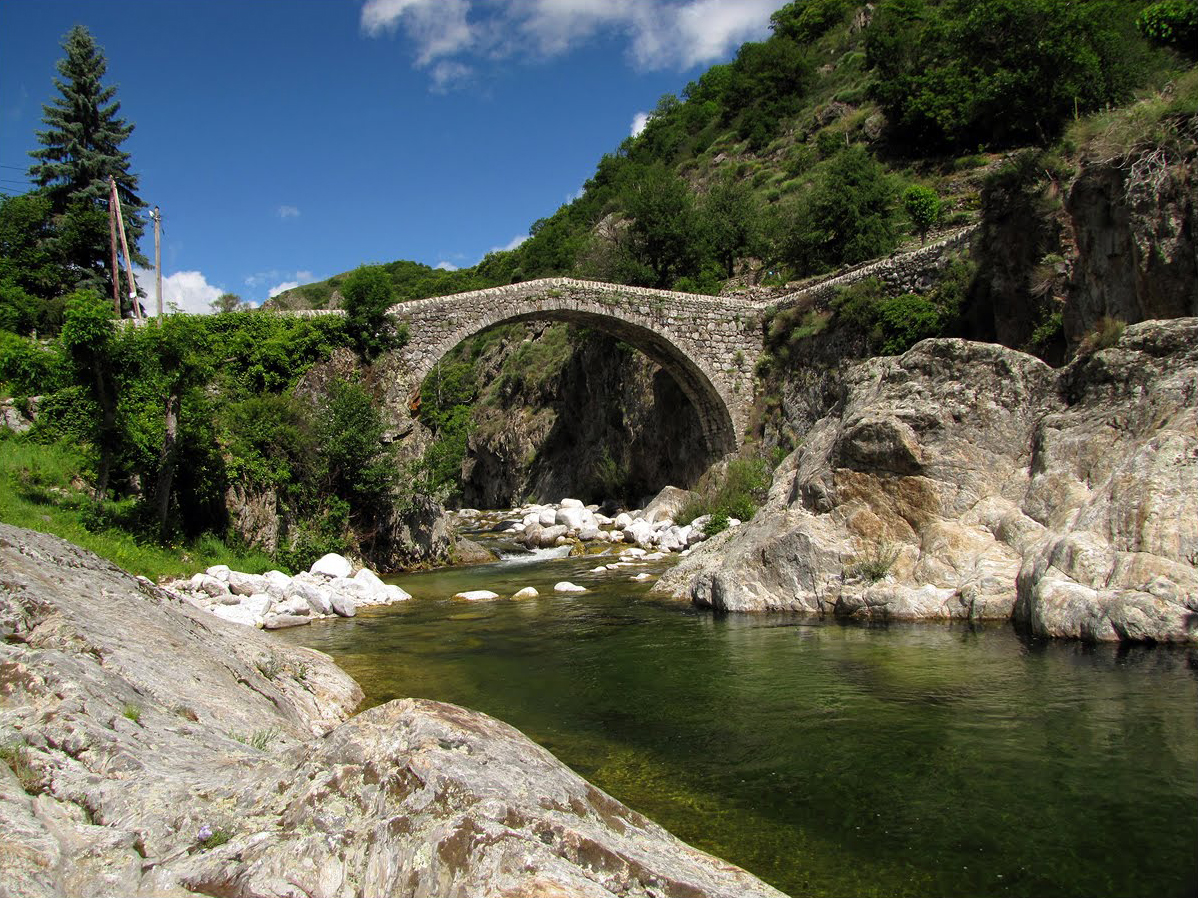
Le pont du Travers.
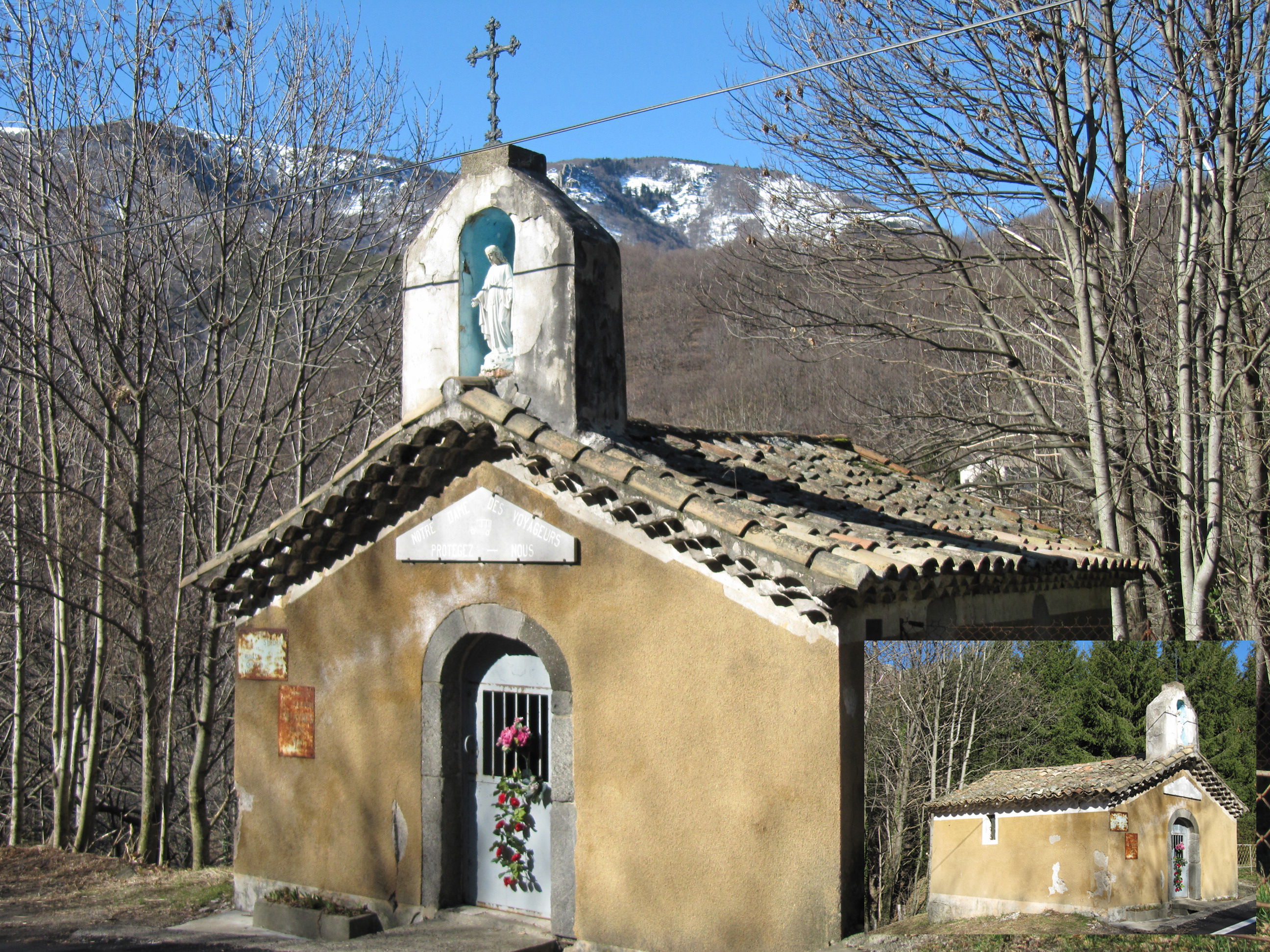
Chapelle Notre Dame des Voyageurs.
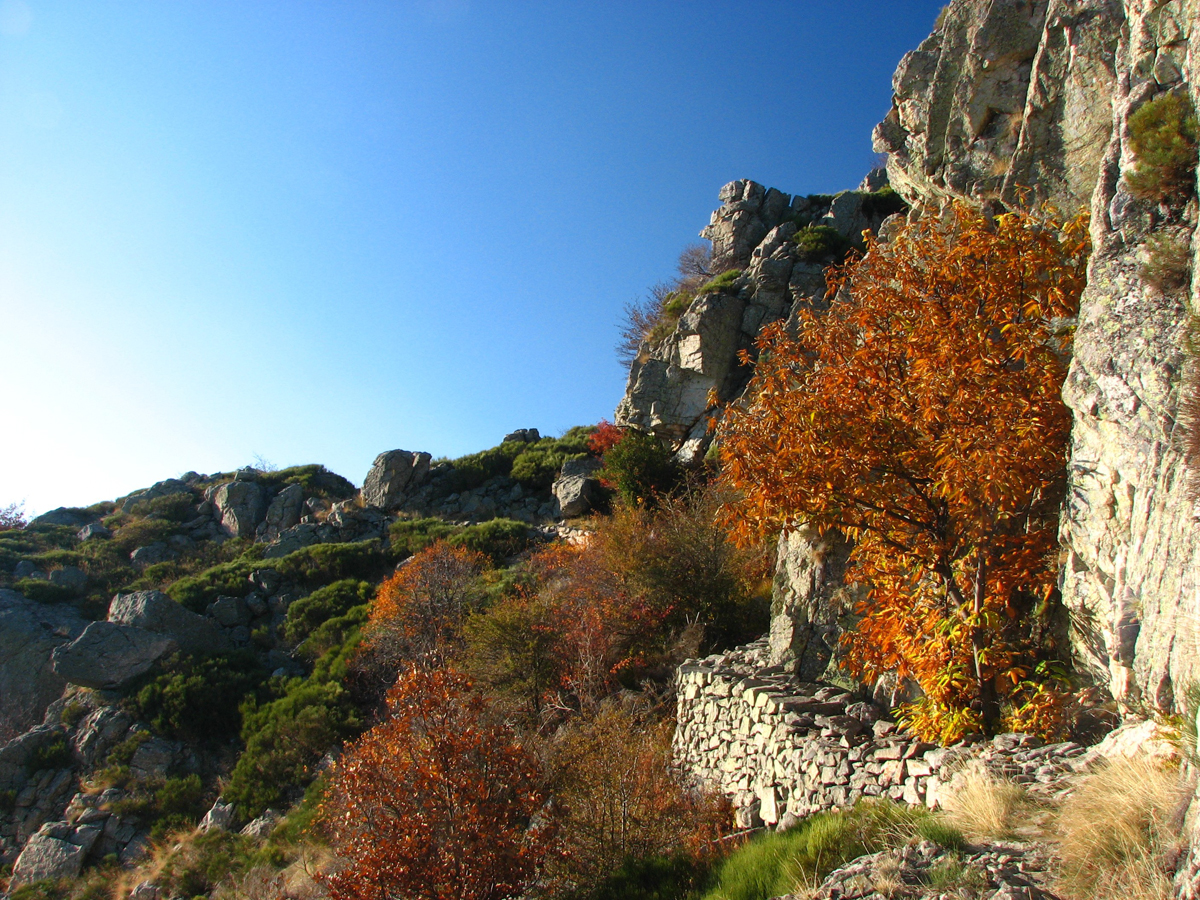
Sentier en pierres sèches en direction de Chaumienne.
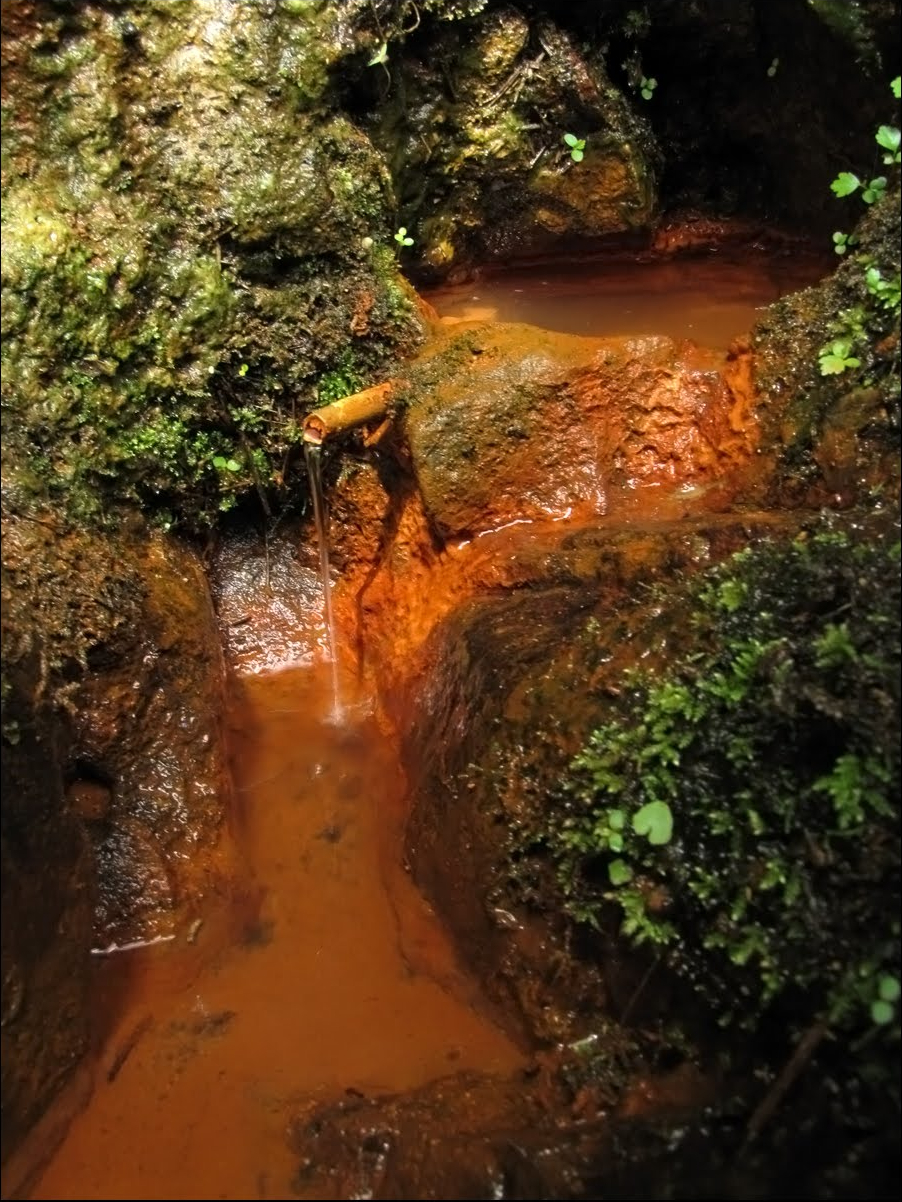
Source d'eau minérale gazeuse de Peyralade.
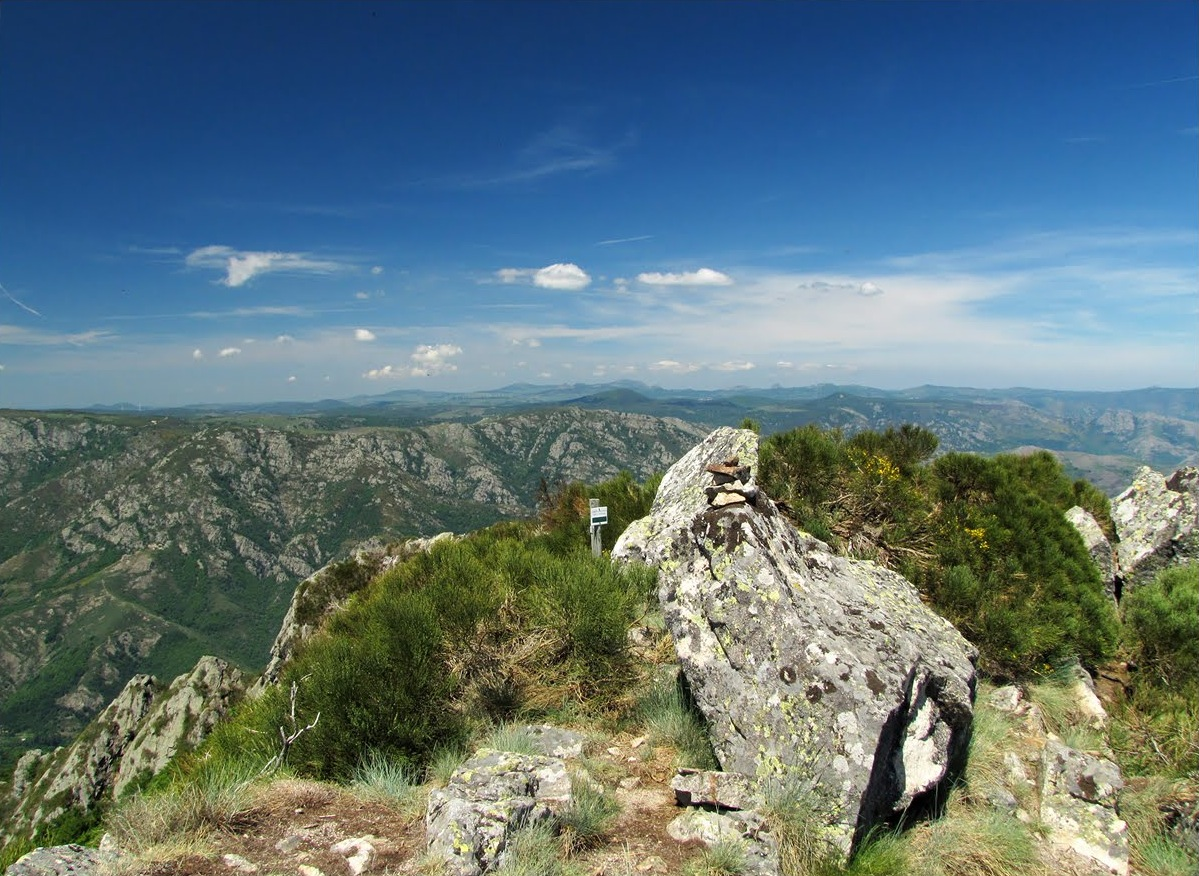
Mayres : le point culminant du rocher d'Abraham, à 1 498 m.

### Personnalités liées à la commune
- Frédéric Rey né le 9 octobre 1926 à Mayres, décédé en 1989 à Saint-Mandé (Val-de-Marne), écrivain.
- Victorine Chaudanson, née le 28 septembre 1875 à Mayres, décédée en 1962 en Pennsylvanie, États-Unis, survivante du Naufrage du Titanic[21].

### Héraldique
| Blason de Mayres | Les armes de Mayres se blasonnent ainsi : De gueules à la branche de rosier d'or mouvant de la pointe, fleurie en chef d'une pièce d'argent, accostée de deux lions affrontés du même, au chef cousu d'azur chargé de trois croisettes d'or. |